# Gruppo di Coordinamento NEWS-IT
Il Gruppo Coordinamento NEWS-IT (GCN) è il gruppo di persone volontarie che si sono date il compito di gestire la gerarchia usenet it.*.
I membri del GCN non gestiscono un servizio pubblico né esercitano una funzione pubblica, sono dei privati che mirano al buon funzionamento della rete Usenet in Italia.